# Ikamiut
Ikamiut [iˈkamiut] (nach alter Rechtschreibung Ikamiut) ist eine grönländische Siedlung im Distrikt Qasigiannguit in der Kommune Qeqertalik.

## Lage
Ikamiut liegt an der Ostspitze einer etwa 125 km² großen gleichnamigen Insel. An die Insel schließt nordwestlich direkt der Distrikt Aasiaat mit der Insel Saqqarliit an. Nicht einmal fünf Meter Wasser trennen die Insel Ikamiut im Süden von der am Festland hängenden Halbinsel, auf der sich Kangaatsiaq und Niaqornaarsuk befinden. Der nächste Ort von Ikamiut aus ist Akunnaaq, das etwa 24 km nordwestlich liegt. Bis zum Distrikthauptort Qasigiannguit sind es 33 km nach Nordosten.

## Geschichte
Es ist unbekannt, inwieweit Ikamiut vor der Kolonialzeit bewohnt war, allerdings könnten einige Ruinen so alt sein und möglicherweise hatte auch Poul Egede den Ort gesehen. Die erste Erwähnung von Ikamiut findet sich in einem Kirchenbuch von 1781. Vermutlich fielen die meisten oder alle Bewohner der Epidemie von 1785/86 zum Opfer. 1808 sollte ein Garnversuch in Ikamiut begonnen werden, aber der Krieg verhinderte dies vorerst. Erst 1817 wurde Ikamiut in Gebrauch genommen. 1825 lebten 40 bis 50 Menschen in Ikamiut. Der Garnfang wurde vom Dänen Ole Søholm geleitet und in den 1830er Jahren ersetzte ihn Lars Munck. Er brachte einen Aufschwung nach Ikamiut und so erhielt der Ort 1848 den Udstedsstatus. Es wurden ein Wohnhaus und ein Speckhaus gebaut. Durch den wirtschaftlichen Erfolg wuchs der Ort und es wurden weitere Gebäude errichtet. Ikamiut ist der Herkunftsort der Familien Zeeb und Tellesen.
Ab 1911 war Ikamiut eine eigene Gemeinde im Kolonialdistrikt Christianshaab. Sie hatte keine zugehörigen Wohnplätze und war Teil des 4. Landesratswahlkreises Nordgrönlands. Als Teil des Oberkatechetendistrikts von Qasigiannguit gehörte Ikamiut zur Kirchengemeinde von Ilulissat. Im Arztwesen war die Gemeinde Teil des Arztdistrikts von Aasiaat.
1915 hatte Ikamiut 82 Einwohner. Davon waren sechzehn Jäger und vier Fischer. Es gab zwölf Wohnhäuser. Außerdem gab es vier bis fünf Häuser auf der zu Kitsissunnguit (Grønne Ejlande) gehörenden Insel Angissat, die zu Ikamiut gehörten. Die Wohnung des Udstedsverwalters wurde 1889 als holzverkleideter Fachwerkbau mit Dachschindeln errichtet, hatte zwei Zimmer, Küche und ein Dachgeschoss, das früher als Laden genutzt worden war. Das Proviantlager mit Laden stammte ebenfalls aus dem Jahr 1889. Das große Speckhaus wurde 1909 gebaut. Beide Gebäude waren ebenfalls Fachwerkbauten. Die Hebamme hatte ein eigenes Haus. Es gab außerdem einen ausgebildeten Katecheten, der die Schulkapelle leitete, die 1908 ebenfalls als bretterverkleideter Fachwerkbau mit Dachschindeln errichtet worden war. Über dem Ostgiebel befand sich ein Kreuz, es gab eine Kirchenuhr und in der Kapelle war ein Harmonium.
1932 wurde ein Fischhaus gebaut und 1952 gab es 22 Fischer, die 78 Tonnen Dorsch fingen. Die Einwohnerzahl lag ab den 1930er Jahren für Jahrzehnte konstant bei rund 100 Personen. 1949 wurde eine neue Schulkapelle errichtet. 1953 wurde eine Werkstatt gebaut und 1967 eine Telestation.
1950 wurde Ikamiut in die neue Gemeinde Qasigiannguit eingegliedert, die den alten Kolonialdistrikt ersetzte. Nachdem die Gemeindegrenze in den 1960er Jahren verschoben und Akulliit aufgegeben worden war, war Ikamiut zuletzt das einzige Dorf der Gemeinde, die 2009 in die Qaasuitsup Kommunia eingemeindet wurde, wonach Ikamiut 2018 Teil der Kommune Qeqertalik wurde.

## Wirtschaft
Ikamiut lebt von Jagd und Fischerei. Die bis 2012 von Arctic Green Food betriebene Fischfabrik wurde 2013 von Royal Greenland übernommen. Weitere Beschäftigungsmöglichkeiten sind in den Bereichen Verwaltung, Handel, in der Schule oder Kirche angesiedelt. Der Ort hat Tourismuspotential in den Bereichen Wandern, Camping, Fischfang und Dorfbesichtigung.

## Infrastruktur und Versorgung
In Ikamiut gibt es keine Straßen, sondern lediglich drei lose Wege. Im Winter erfolgt der Transport mit der Umgebung mit Hundeschlitten oder Schneemobilen sowie über den Heliport Ikamiut, im Sommer per Schiff. Der Hafen im Osten des Dorfs besteht aus einer Mole, einem Pontonsteg und einem festen Steg. Für den Frachtverkehr mit größeren Schiffen sowie den Personenverkehr mit der Disko Line wurde die Fahrrinne vertieft.
Ein kleiner Fluss versorgt den Ort mit Wasser, das im Wasserwerk von Nukissiorfiit aufbereitet wird. Etwa die Hälfte der Gebäude in Ikamiut ist im Sommer an das Trinkwassernetz angebunden. Die andere Hälfte kann das Wasser ebenso wie das ganze Dorf im Winter direkt vom Wasserwerk beziehen. Die Stromversorgung läuft über ein Kraftwerk. Ölöfen versorgen jedes Haus individuell mit Wärme. Abwasser wird ins Meer und in den Grund entsorgt. Es wird erwogen, die Müllhalde 200 m weit nach Westen zu verlegen, da durch die Müllverbrennung Geruchsbeeinträchtigungen bestehen. TELE Greenland ist für die telekommunikative Versorgung im Ort zuständig.

## Bebauung
Die Bewohner in Ikamiut werden durch eine Filiale von Pilersuisoq versorgt. Des Weiteren gibt es einen Fußballplatz, eine Krankenstation, ein Dorfbüro und ein Servicegebäude mit Wäscherei, Sanitärräumen, Werkstatt, Küche und Versammlungsraum. Es existiert zudem eine Tagespflege.
Die Ivilikasiup Atuarfia (übersetzt Schule des weniger schönen Grasorts) unterrichtet bis zur neunten Klasse und beinhaltet eine Bibliothek, wird aber auch als Jugendtreff und Abendschule genutzt.
In Ikamiut befinden sich sieben geschützte Gebäude.

## Söhne und Töchter
- Peter Zeeb (1874–1915), Katechet und Landesrat

## Bevölkerungsentwicklung
Die Bevölkerungszahl in Ikamiut lag lange Jahre stabil bei etwa 100 Personen, bewegt sich jedoch seit 2003 sprunghaft mit Ausreißern im Bereich zwischen etwa 70 und 90 Einwohnern.

## Panorama

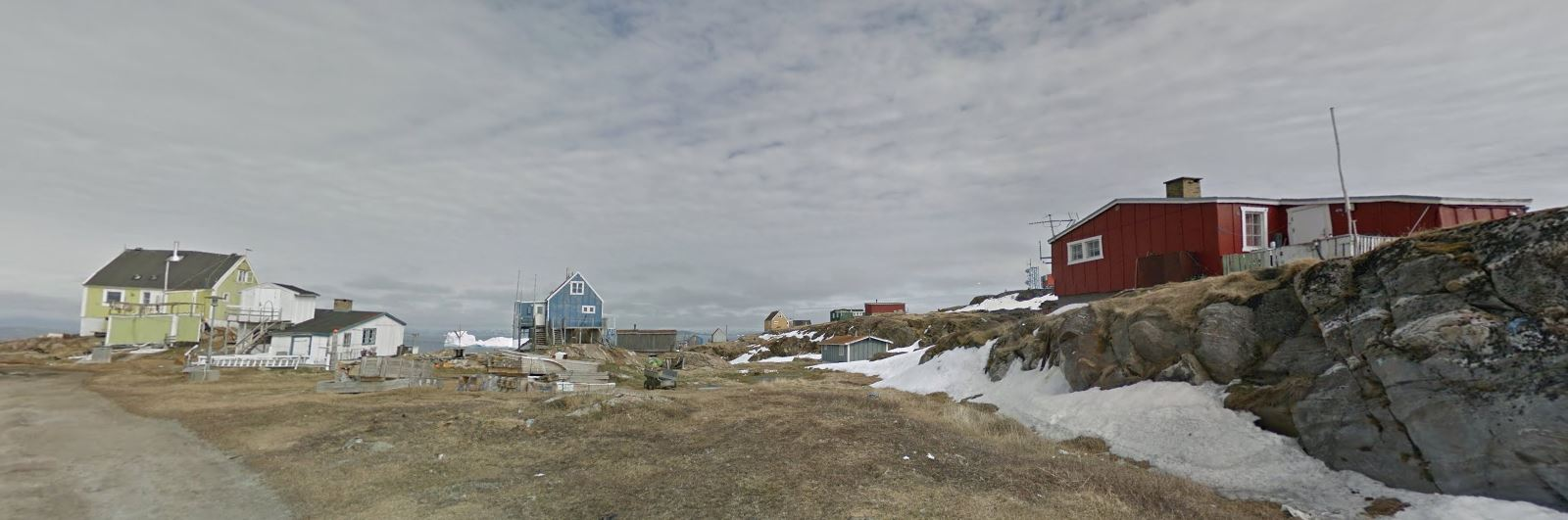
Ikamiut (2017)